# خليل محمد الزبن
خليل محمد الزبن (أبو فادي؛ 1944- 2004) هو صحفي وسياسي فلسطيني. من مواليد مدينة حيفا، هُجر مع عائلته إلى الأردن بسبب نكبة 1948. أكمل تعليمه الأساسي والثانوي في مدارس المملكة الأردنية ثم انتقل إلى لبنان لإكمال دراسته الجامعية.

## سيرته
انضم خليل محمد الزبن إلى حركة فتح في عمان عام 1968، وشارك في جميع معارك الثورة منها معركة الكرامة وبيروت وطرابلس والبقاع، مدافعاً عن شعبه وعن استقلالية القرار الفلسطيني. وبعد توقيع إتفاقية أوسلو وإنشاء السلطة الوطنية، عاد أبو فادي إلى غزة وترأس تحرير مجلة النشرة نصف الشهرية في الوطن التي تعنى بحقوق الإنسان حتى استشهاده.

## مناصبه
شغل خليل عدة مناصب منها:
- عَمل في الإعلام المركزي لحركة فتح.
- سكرتير تحرير نشرة فتح في دمشق عام 1971.
- نائب مدير عام وكالة الأنباء الفلسطينية عام 1973.
- نائب مسؤول الإعلام الموحد.
- مديراً للمكتب الصحفي في مكتب الرئيس الراحل ياسر عرفات عام 1983 في تونس.
- مديراً عاماً في مكتب الرئيس ياسر عرفات مكلفاً بملف حقوق الإنسان.
- ترأس تحرير مجلة النشرة.

## وفاته
اُغتيل فجر يوم الثلاثاء 2 مارس 2004 في حي الصبرة بمدينة غزة وهو خارج من مكتبه، حيث أطلق عليه مسلحون مجهولون الرصاص، مما أدى إلى وفاته على الفور عن عمر يناهز 59 عامًا.